# Список опер Рихарда Штрауса
Это список опер знаменитого немецкого композитора Рихарда Штрауса (1864—1949).

## Список
| Название                           | Название на немецком языке     | Opus       | Жанр                                             | Деление      | Автор либретто                                                            | Дата сочинение | Дата и место первой постановки                                                                  |
| ---------------------------------- | ------------------------------ | ---------- | ------------------------------------------------ | ------------ | ------------------------------------------------------------------------- | -------------- | ----------------------------------------------------------------------------------------------- |
| Гунтрам                            | Guntram                        | 25         | романтическая музыкальная драма                  | 3            | сам Штраус                                                                | 1892-1893      | 10 мая 1894, Веймар, Немецкий национальный театр в Веймаре, нов. ред. 1940                      |
| Погасшие огни                      | Feuersnot                      | 50         | неизвестен                                       | 1            | Эрнст фон Вольцоген                                                       | 1900-1901      | 21 ноября 1901, Дрезден, Королевский оперный театр                                              |
| Саломея                            | Salome                         | 54         | музыкальная драма                                | 1            | Оригинальный текст драмы Оскара Уайльда в немецком переводе Хедвиг Лахман | 1903-1905      | 9 декабря 1905, Дрезден, Королевский оперный театр                                              |
| Электра                            | Elektra                        | 58         | трагическая опера                                | 1            | Гуго фон Гофмансталь                                                      | 1906-1908      | 25 января 1909, Дрезден, Королевский оперный театр                                              |
| Кавалер розы                       | Der Rosenkavalier              | 59         | лирико-комическая опера                          | 3            | Гуго фон Гофмансталь                                                      | 1909-1910      | 26 января 1911, Дрезден, Королевский оперный театр                                              |
| Ариадна на Наксосе                 | Ariadne auf Naxos              | 60         | опера                                            | 1            | Гуго фон Гофмансталь                                                      | 1911-1912      | 25 октября 1912, Штутгарт, придворный театр                                                     |
| Ариадна на Наксосе (вторая версия) | Ariadne auf Naxos (2. Fassung) | 60         | опера                                            | 1 с прологом | Гуго фон Гофмансталь                                                      | 1915-1916      | 4 октября 1916, Вена, придворная опера                                                          |
| Женщина без тени                   | Die Frau ohne Schatten         | 65         | опера                                            | 3            | Гуго фон Гофмансталь                                                      | 1914-1917      | 10 октября 1919, Вена, Венская государственная опера                                            |
| Интермеццо                         | Intermezzo                     | 72         | бюргерская комедия с симфоническими интермедиями | 2            | сам Штраус                                                                | 1918-1923      | 4 ноября 1924, Дрезден, Опера Земпера                                                           |
| Елена Египетская                   | Die ägyptische Helena          | 75         | опера                                            | 2            | Гуго фон Гофмансталь, авторы Гомер, Еврипид и Гёте                        | 1923-1927      | 6 июня 1928, Дрезден, Опера Земпера новая версия 14 августа 1933, Зальцбург, фестивальный театр |
| Арабелла                           | Arabella                       | 79         | лирическая музыкальная комедия                   | 3            | Гуго фон Гофмансталь                                                      | 1929-1932      | 1 июля 1933, Дрезден, Опера Земпера                                                             |
| Молчаливая женщина                 | Die schweigsame Frau           | 80         | комическая опера                                 | 3            | Стефан Цвейг, по комедии Бена Джонсона «Эписин, или Молчаливая женщина»   | 1933-1934      | 24 июня 1935, Дрезден, Опера Земпера                                                            |
| День мира                          | Friedenstag                    | 81         | опера                                            | 1            | Йозеф Грегор                                                              | 1935-1936      | 24 июля 1938, Мюнхен, Баварская государственная опера                                           |
| Дафна                              | Daphne                         | 82         | буколическая трагедия                            | 1            | Йозеф Грегор                                                              | 1936-1937      | 15 октября 1938, Дрезден, Опера Земпера                                                         |
| Любовь Данаи                       | Die Liebe der Danae            | 83         | весёлая мифология                                | 3            | Йозеф Грегор                                                              | 1938-1940      | 14 августа 1952, Зальцбург, фестивальный театр                                                  |
| Каприччио                          | Capriccio                      | 85         | пьеса с музыкой                                  | 1            | Клеменс Краус и сам Штраус                                                | 1940-1941      | 28 октября 1942, Мюнхен, Баварская государственная опера                                        |
| Тень осла                          | Des Esels Schatten             | неизвестно | опера комик                                      | 6 сцен       | Ханс Адлер, автор Кристоф Мартин Виланд                                   | 1947-1949      | 7 июня 1964, Этталь                                                                             |